# Église Saint-Jean-Baptiste de Montépilloy
Pour les articles homonymes, voir Église Saint-Jean-Baptiste.
L'église Saint-Jean-Baptiste est une église catholique paroissiale située à Montépilloy, dans le département de l'Oise, en France.
Elle se compose d'un vaisseau unique de quatre travées carrées, et se termine par un chevet plat. Malgré son apparente simplicité, l'église est en réalité issue de trois campagnes de construction distinctes. Les murs et les fenêtres latérales des trois premières travées sont de style gothique primitif, et datent de la fin du XIIe siècle. Le portail, simple et raffiné à la fois, ainsi que les faisceaux de colonnettes qui supportent les voûtes de la nef, sont de style rayonnant tardif, et peuvent être datés de la période comprise entre 1320 et 1340. De leurs chapiteaux, ne subsistent que des portions de frise entre le sommet des fûts. Les voûtes sont quant à eux de style gothique flamboyant, et forment un ensemble élégant. Tout comme les fenêtres de la dernière travée, qui affichent un réseau élaboré, elles sont datables du début du XVIe siècle.
L'église Saint-Jean-Baptiste a été inscrite aux monuments historiques par arrêté du 12 février 1971 et se trouve dans un bon état de conservation.

## Localisation

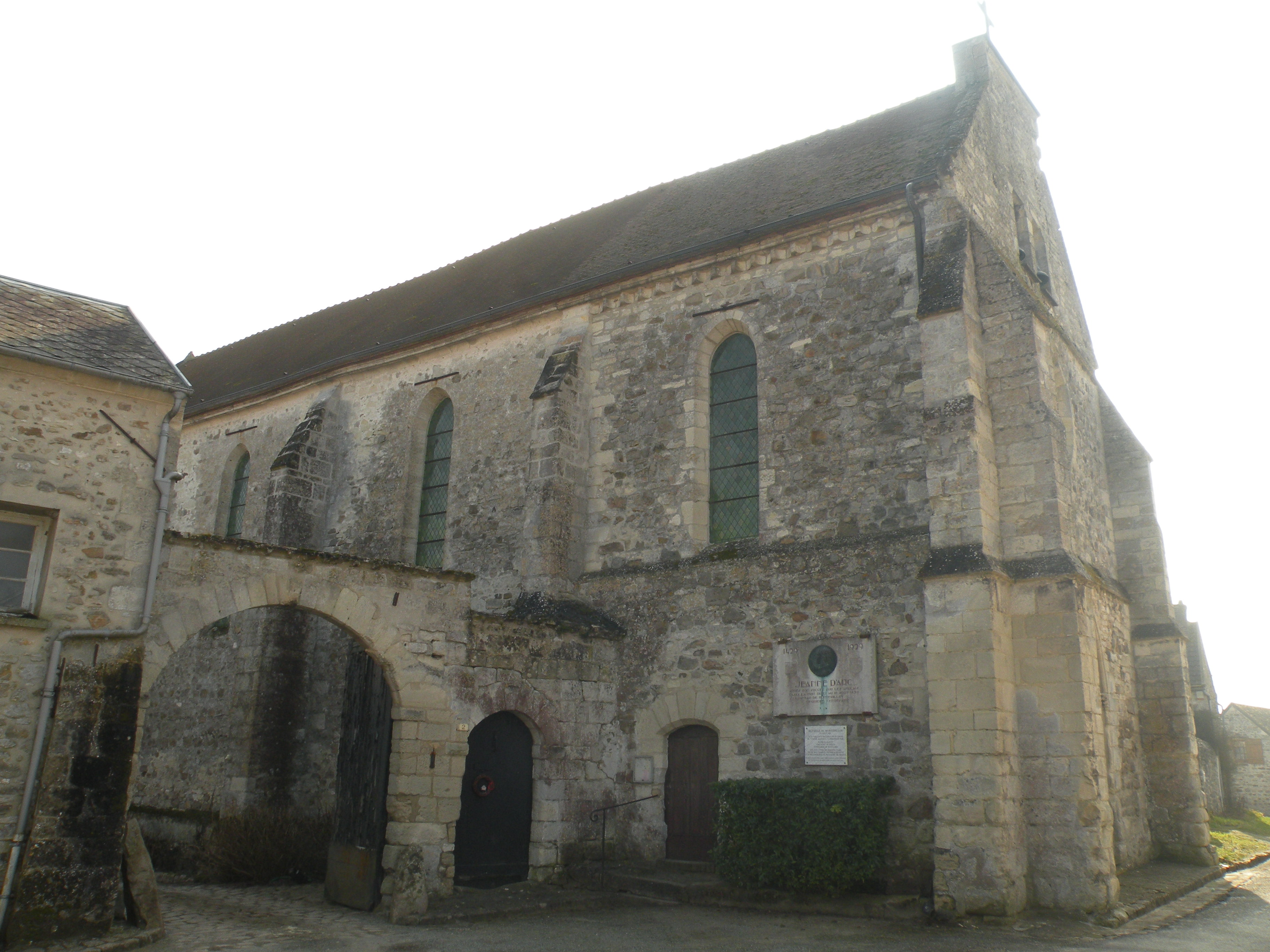
Vue depuis le nord.

L'église Saint-Jean-Baptiste est située en France, en région Hauts-de-France et dans le département de l'Oise, dans le Parc naturel régional Oise-Pays de France, sur la commune de Montépilloy, au milieu du village, à son point le plus élevé, rue de l'Église, face à la mairie-école. La façade et le versant nord de la première travée donnent sur la rue. Le reste de l'élévation septentrionale et le chevet sont enclavées dans l'exploitation agricole au nord de l'église, et l'élévation méridionale est également bordée par un terrain privé. De ce fait, les élévations latérales ne sont que partiellement visibles, et le chevet n'est même pas visible du tout depuis le domaine public. Parfaitement orienté, l'édifice ne se compose que d'un haut vaisseau unique de quatre travées, qui se termine par un chevet plat. En plus du portail occidental, rarement utilisé, l'église dispose d'un petit portail latéral au nord de la première travée.

## Histoire

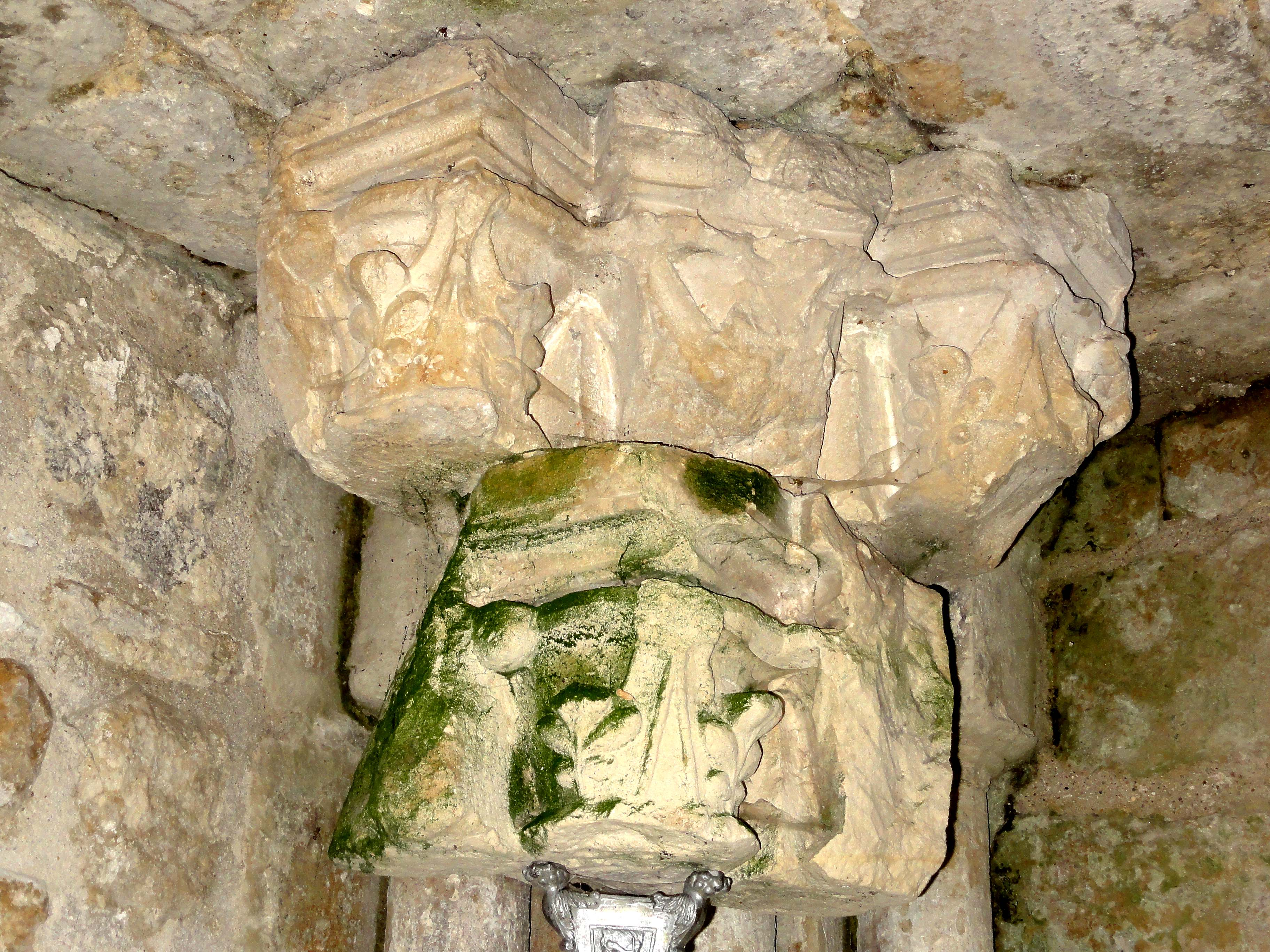
Chapiteaux déposés de 1190 env.

L'église est dédiée à saint Jean le Baptiste. La date de fondation de la paroisse est inconnue. Le collateur de la cure est primitivement le chapitre Notre-Dame de Senlis. Avant son départ en croisade en 1189, le seigneur Guillaume IV le Bouteiller de Senlis donne à l'abbaye d'Hérivaux, près de Luzarches, vingt livres parisis de rente pour permettre l'établissement d'un prieuré à Montépilloy. Eugène Müller parle d'une donation conjointe par Guillaume et sa femme, Élisabeth de Trie. L'on ignore si la donation est suivie d'un effet immédiat. Ce n'est peut-être pas le cas : vers 1209, Geoffroy II, évêque de Senlis, demande au chapitre d'abandonner le patronage de la cure à l'abbaye de Hérivaux. Le cas de figure habituel sous l'Ancien Régime est effectivement que les abbayes-mères des petits prieurés locaux soit collateurs des cures, et l'on imagine mal comment le prieuré de Montépilloy puisse fonctionner sans chapelle ou église. À partir de 1209 en tout cas, le service paroissial est assuré par un religieux bénédictin d'Hérivaux, qui est en même temps prieur de Montépilloy. Les différents auteurs s'accordent pour considérer le gros-œuvre comme datant des années 1190 ou du début du XIIIe siècle : ceci vaut pour les murs extérieurs, les contreforts, la corniche, et les fenêtres latérales des trois premières travées. Des chapiteaux de la fin du XIIe siècle déposés dans la nef prouvent que l'église est voûtée d'ogives dès l'origine, au moins en partie,,,.

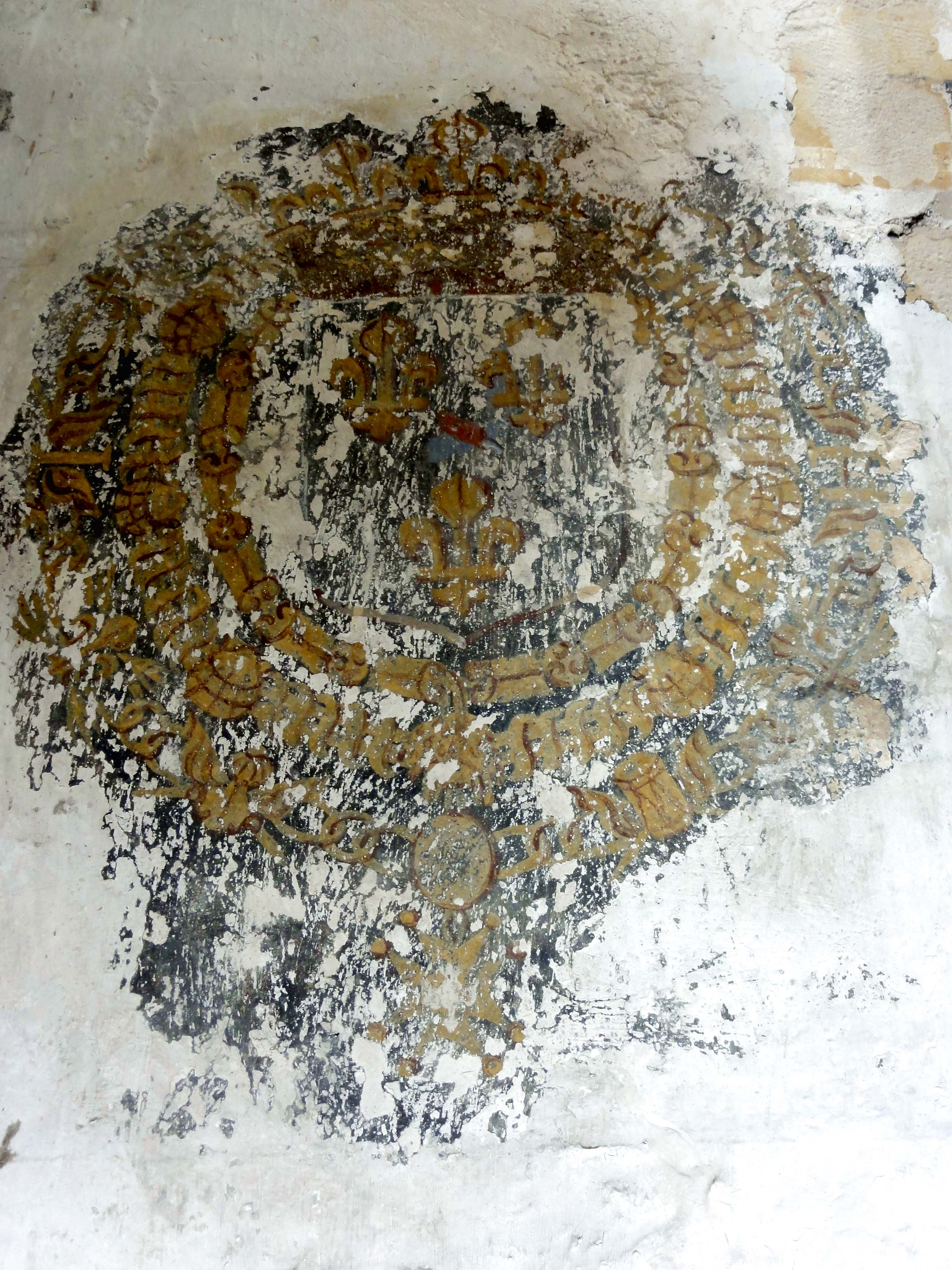
Litre funéraire à identifier.

Pierre-Jean Trombetta est le premier auteur à reconnaître que le portail date de la première moitié du XIVe siècle, et plus précisément de la fourchette comprise entre 1320 et 1340, de même que les bases des faisceaux de colonnettes supportant la voûte. L'église est donc revoûtée moins d'un siècle et demi après sa construction, ou tout au moins, ce revoûtement est-il projeté. Les voûtes actuelles ne datent toutefois que du début du XVIe siècle, et non de la fin du XIVe siècle comme le croit Eugène Müller. Elles sont de style gothique flamboyant. Selon Pierre-Jean Trombetta, les chapiteaux à l'intérieur sont contemporains du revoûtement flamboyant. Mais il n'y a, à vrai dire, pas de chapiteaux, mais seulement des portions de frises dans les intervalles entre les emplacements habituels des chapiteaux. Pour Dominique Vermand, ce sont donc les vestiges des chapiteaux ou frises de la première moitié du XIVe siècle. Ensuite, les auteurs sont unanimes pour dater les fenêtres de la dernière travée de la même époque que les voûtes,,,. — Jusqu'à la Révolution française, la paroisse de Montépilloy relève du doyenné et du diocèse de Senlis. Sous la Révolution, le prieuré est dissout. L'ensemble des paroisses du département de l'Oise est rattaché au diocèse de Beauvais. Le concordat de 1801 apporte l'annexion de ce dernier au diocèse d'Amiens, situation qui perdure jusqu'à son rétablissement en 1822. L'église est désormais desservie par le curé de Rully, sauf pendant les périodes que Montépilloy bénéficie d'un prêtre résident. L'église est inscrite aux monuments historiques par arrêté du 12 février 1971. En 1996, la définition de quarante-cinq nouvelles paroisses à l'échelle du diocèse met un terme à l'indépendance de la paroisse de Rully. Elle forme désormais une communauté au sein de la grande paroisse Saint-Rieul de Senlis. Cependant, le père Jean Gégot, prêtre à la retraite résidant au presbytère de Rully depuis 1998, continue de célébrer les messes dominicales, le premier dimanche des mois impairs à 10 h 30. Il décède le 28 août 2019, à l'âge de 91 ans, dans la 68e année de son sacerdoce,. Avec sa disparition, l'église de Montépilloy perd ses derniers offices réguliers. L'église est ouverte le premier samedi de chaque mois de 10h à midi.

## Description

### Intérieur

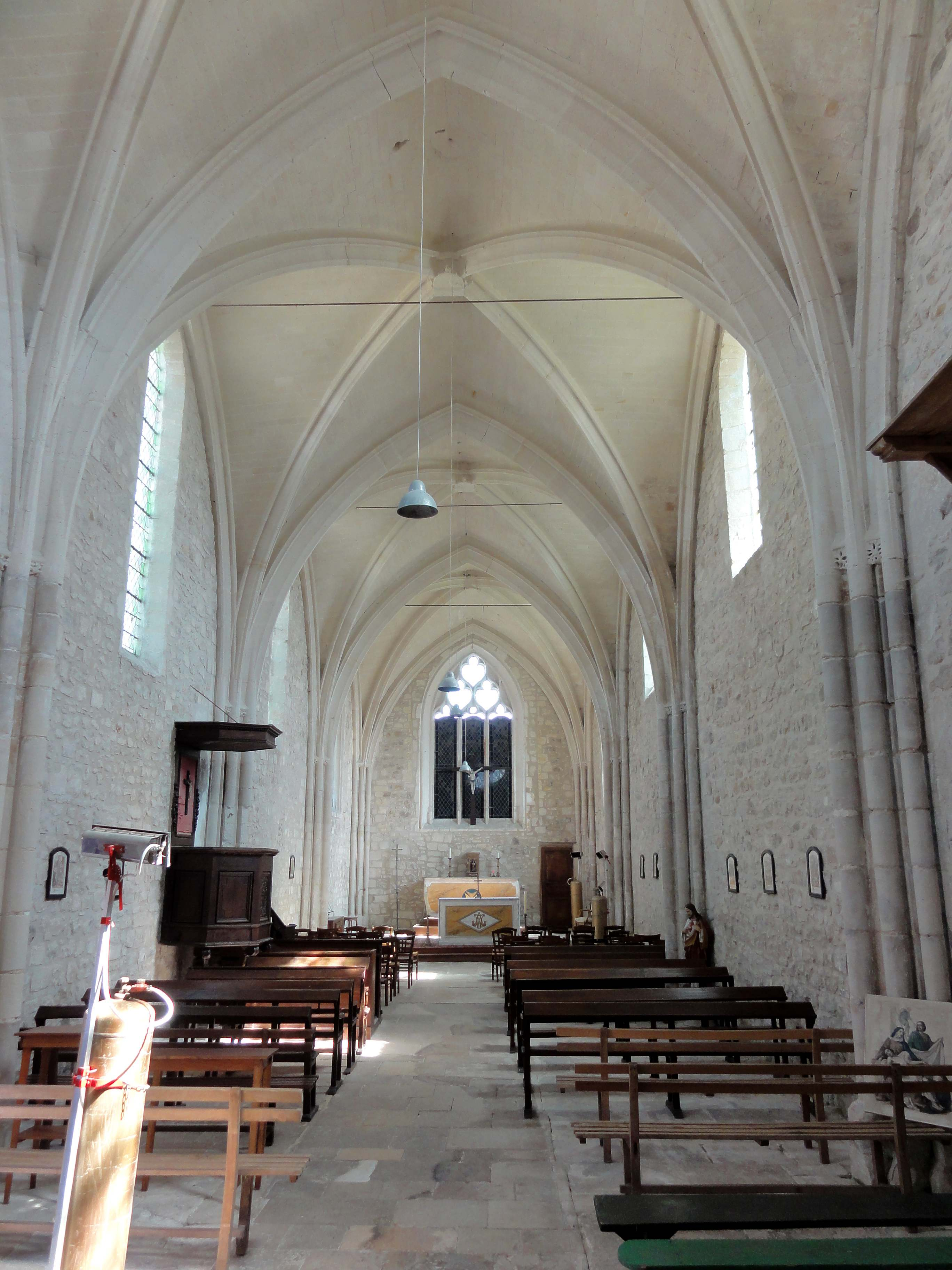
Vue intérieure générale.

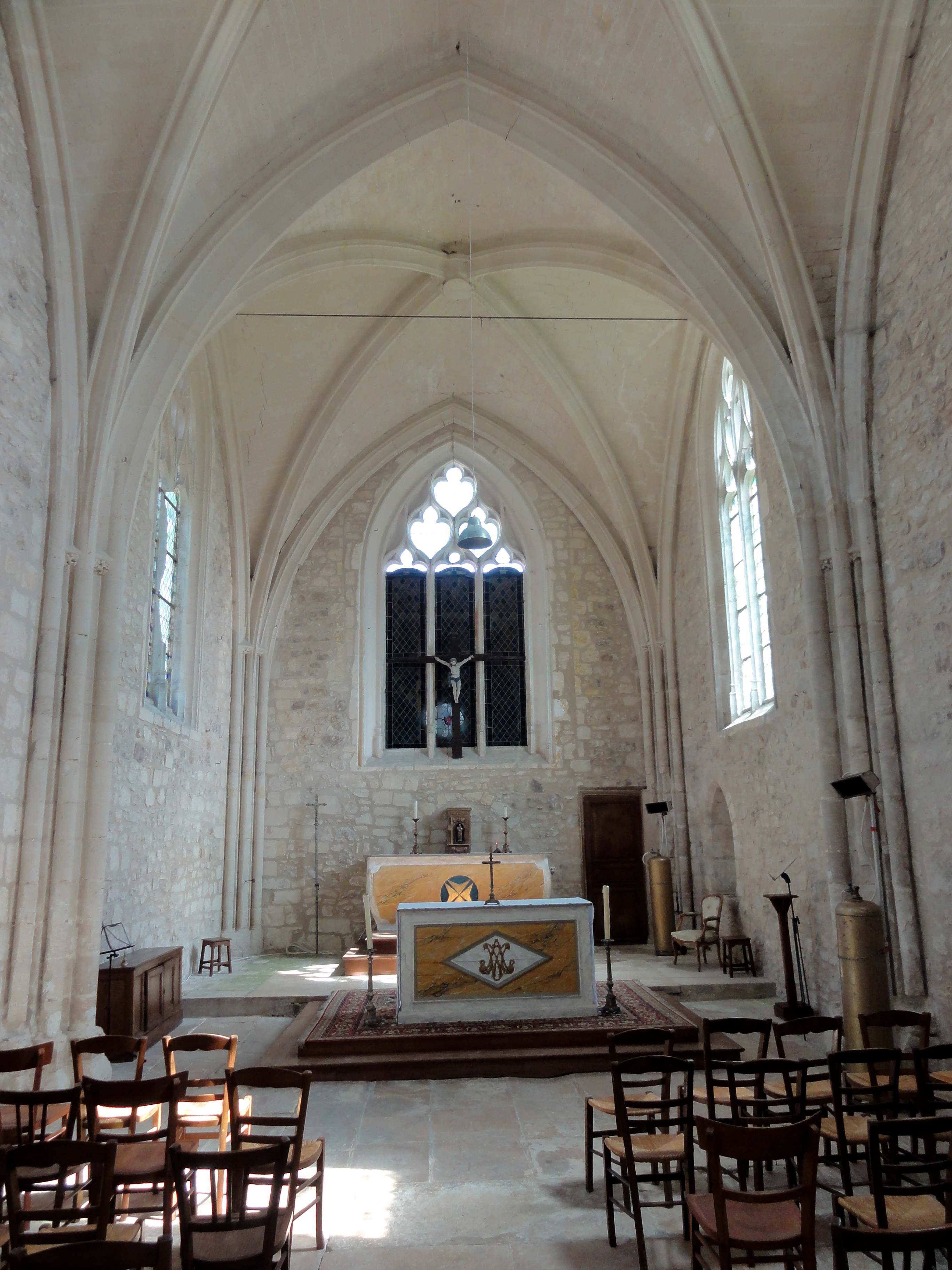
Chœur liturgique.

L'église Saint-Jean-Baptiste, est, selon Eugène Müller, « un édifice d'un style très fin ». Le vaisseau unique est spacieux, élancé et assez lumineux. Les travées sont carrées, et non barlongues, contrairement à la règle. Le sol est pavé de vieilles dalles funéraires découpées, en pierre de liais. La hauteur sous le sommet des voûtes avoisine les neuf mètres, et correspond à une fois et demi la largeur, qui est de six mètres environ. La retombée des voûtes s'effectue à mi-hauteur des murs gouttereaux. Sauf pour les fenêtres de la dernière travée, qui correspond au chœur liturgique, les quatre travées sont stylistiquement analogues, et portent surtout les marques des campagnes de construction de 1320-1340, et du début du XVIe siècle. La première campagne n'a pas laissé de traces bien caractéristiques : les murs sont appareillés en moellons, qui ont été rendus apparents par une restauration de la fin du XXe siècle, et les fenêtres latérales des trois premières travées sont des lancettes simples. Elles s'inscrivent entièrement sous la lunette des voûtes. Au sud, elles ont toujours été d'un tiers moins hautes qu'au nord, comme l'indique le larmier qui court à la limite des allèges, à l'extérieur. Les trois fenêtres du chœur sont munis, comme le dit Dominique Vermand, d'« un superbe réseau flamboyant ». Au nord et au sud, il est formé par deux lancettes aux têtes tréflées, qui sont surmontées de cinq soufflets disposés comme suit : au milieu, deux soufflets dissymétriques et très allongés sont séparés d'un meneau vertical et surmontés d'un soufflet ordinaire, et flanqués chacun d'un soufflet oblique et inversé à l'emplacement habituel des mouchettes. La verrière du nord est la dernière à conserver des bordures de vitraux de la Renaissance, qui répètent indéfiniment le même motif, à savoir une fleur de lys couronnée. Au chevet, le remplage comporte trois lancettes aux têtes trilobées, qui sont surmontées de trois larges soufflets, et flanqués, de chaque côté, de deux étroites mouchettes actuellement bouchées. Les trois lancettes sont obturées presque jusqu'au sommet, mais néanmoins équipées de vitraux sur toute leur hauteur. Les baies sont entourées d'une gorge. La modénature est aigüe et assez complexe ; les meneaux principaux sont pourvues de bases gothiques,.
Les voûtes retombent sur des faisceaux de cinq colonnettes appareillées à l'intersection entre les travées, et des faisceaux de trois colonnettes dans les angles. Les colonnettes sont logées dans les ressauts successifs de piliers engagés. À chaque nervure correspond un fût, comme c'est la règle à la période gothique rayonnante, qui voit les supports s'amincir, et revient donc vers l'usage aux débuts de la période gothique, quand les fûts sont autrement forts. En l'occurrence, les différences de diamètre en fonction des types de nervures sont infimes. Les bases se compose d'un gros tore aplati et d'un petit tore qui y est accolé, et qui est du même profil qu'au prieuré Saint-Arnoul de Crépy-en-Valois. Les frises dans les intervalles des emplacements des chapiteaux sont finement sculptées de feuilles de chou frisées et de feuilles de lierre. Les formerets, ogives et doubleaux ont le même diamètre que les fûts, et se confondent avec ceux-ci. Seul un filet au milieu des nervures marque les limites entre les campagnes de construction, qui se situe immédiatement en dessous des emplacements des chapiteaux, ou même un peu plus bas, dans les angles. Assez rapidement, les nervures des voûtes passent de la section cylindrique vers un profil prismatique complexe, qui n'a malheureusement pas été analysé par les différents auteurs, car il n'est pas très fréquent dans la région. La clé de voûte de la première travée arbore un Agnus Dei en bas-relief, et toutes les autres, un écusson sculpté d'une croix romaine. Toutes les clés sont flanquées de quatre fleurons, soit un dans chaque intervalle entre deux ogives, mais la plupart sont cassés. Comme particularités, l'on peut mentionner l'absence de tourelle d'escalier, et l'accès aux combles par une trappe dans le voûtain méridional de la première travée, moyennant deux échelles superposées, et l'existence de piscines liturgiques non décorées dans la troisième et la quatrième travée à la fois,.

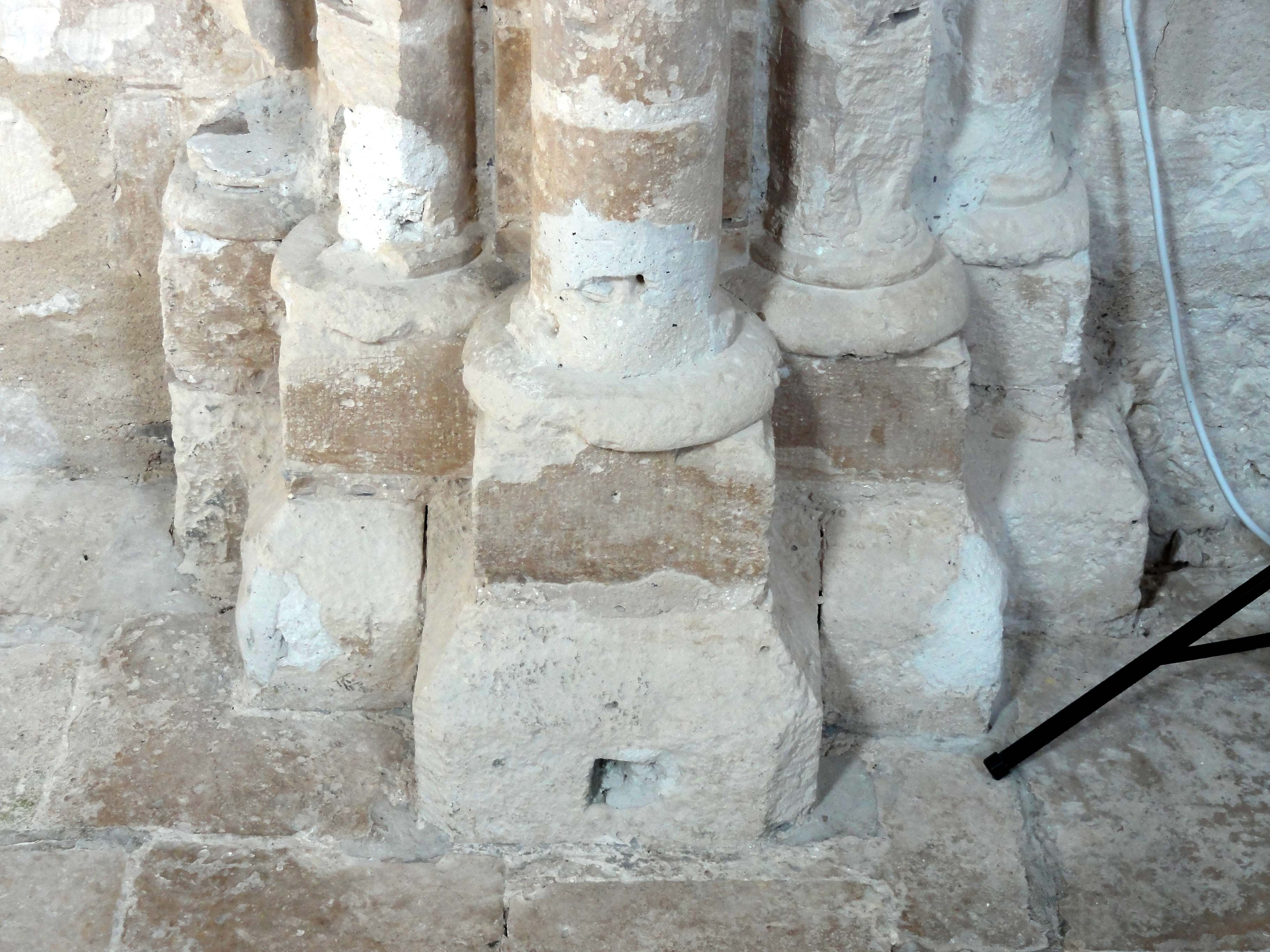
Bases des années 1320-1340.
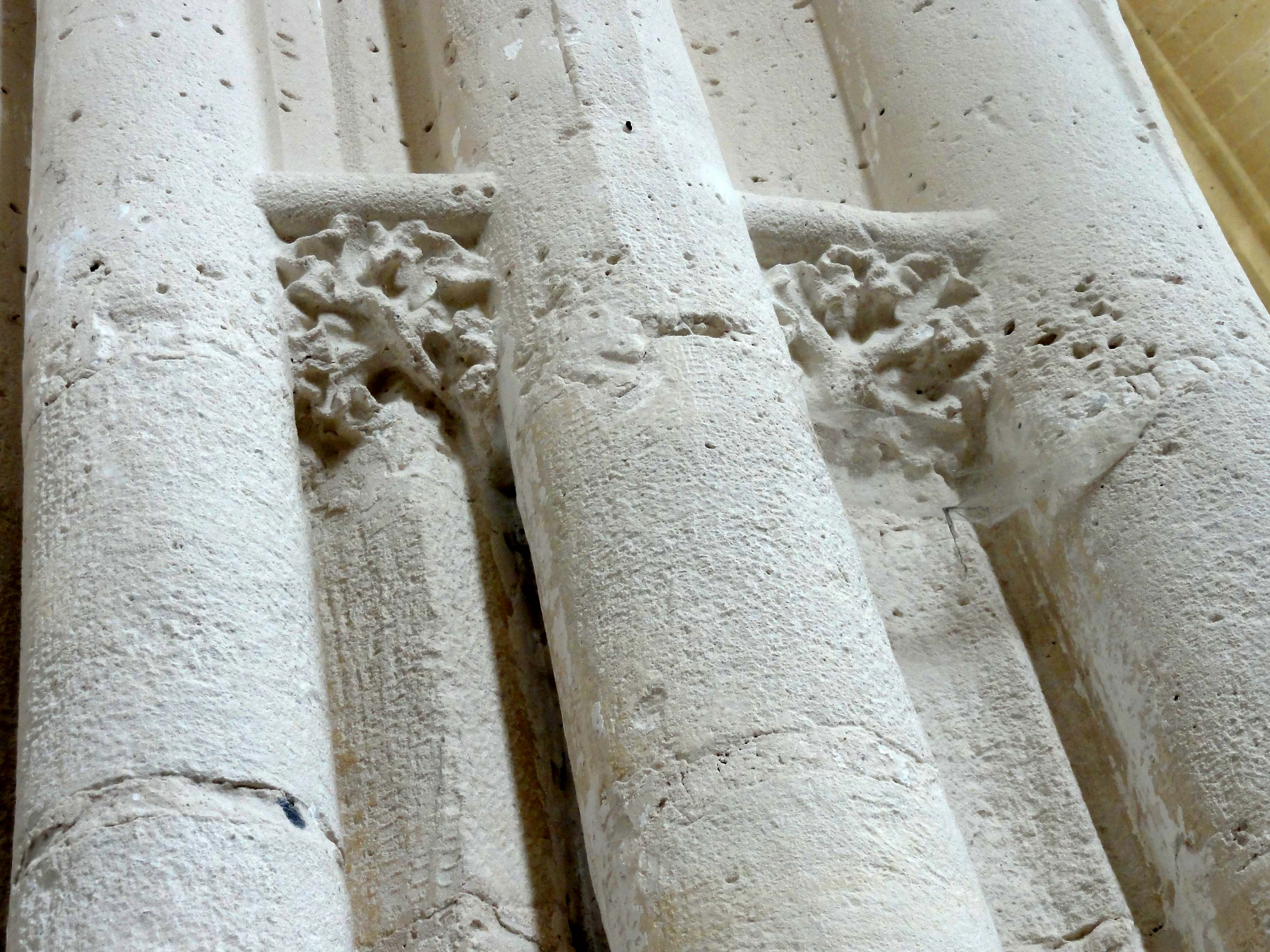
Restes des chapiteaux.
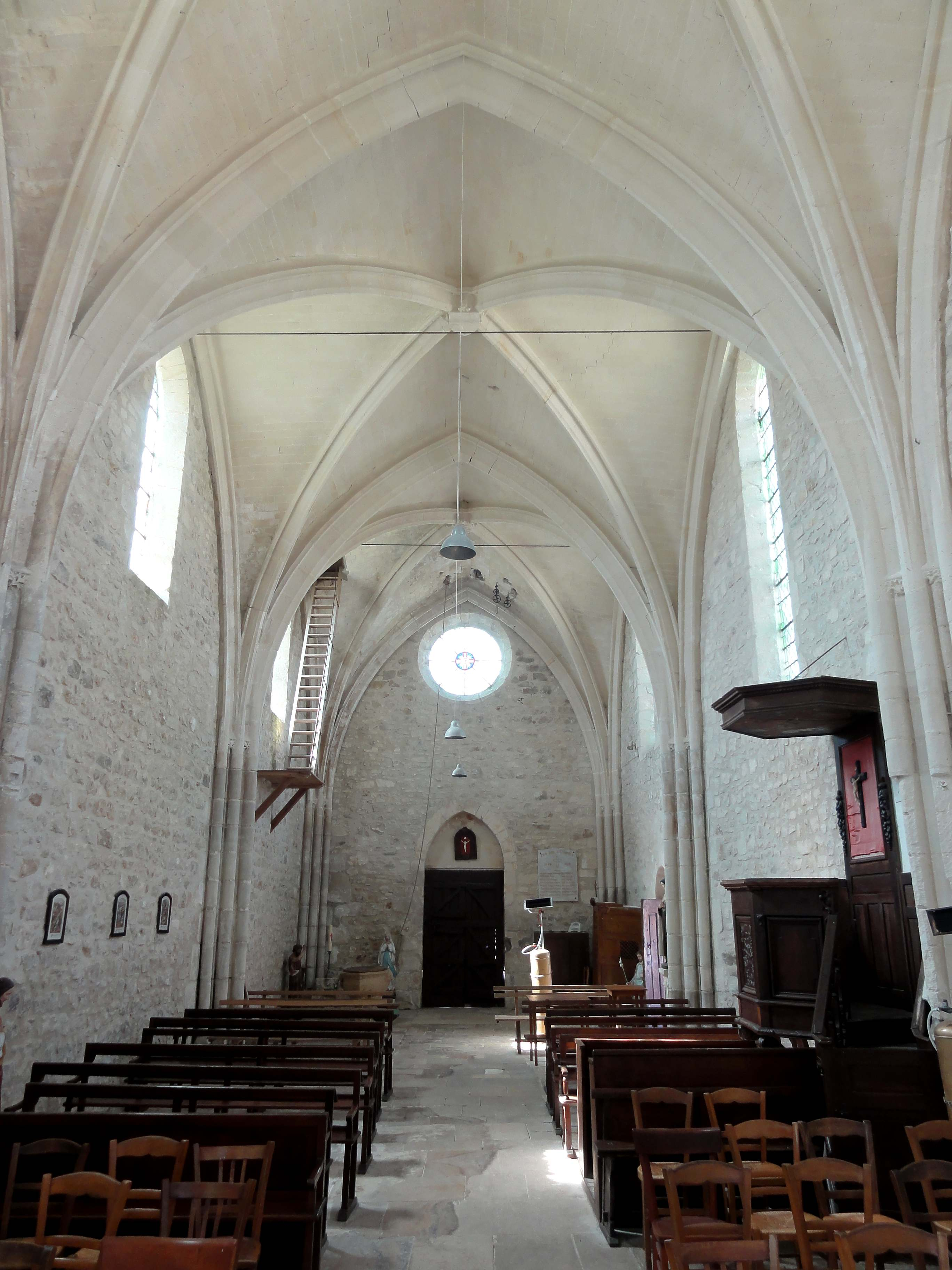
Vue vers l'ouest.
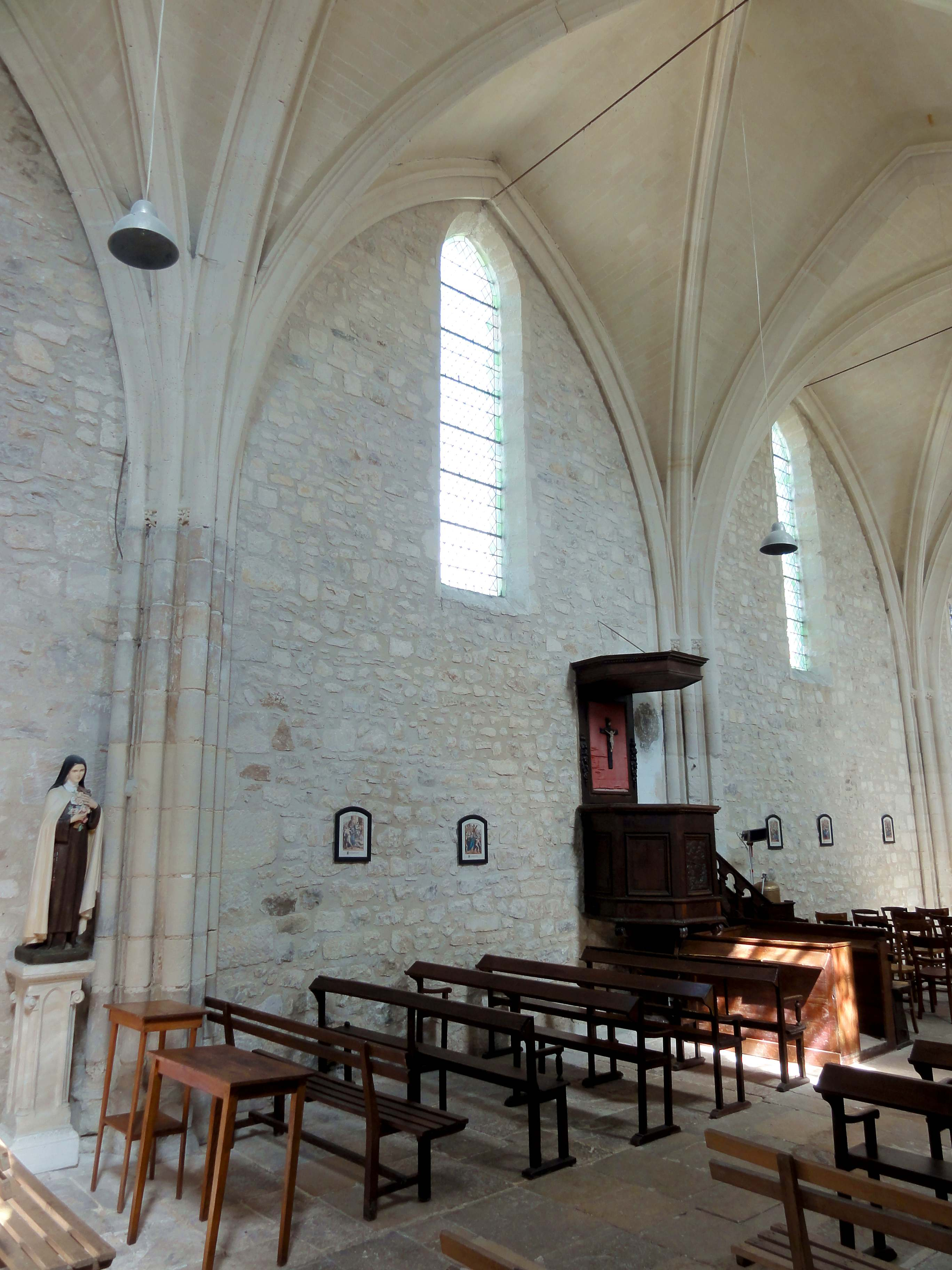
2e travée, élévation nord.
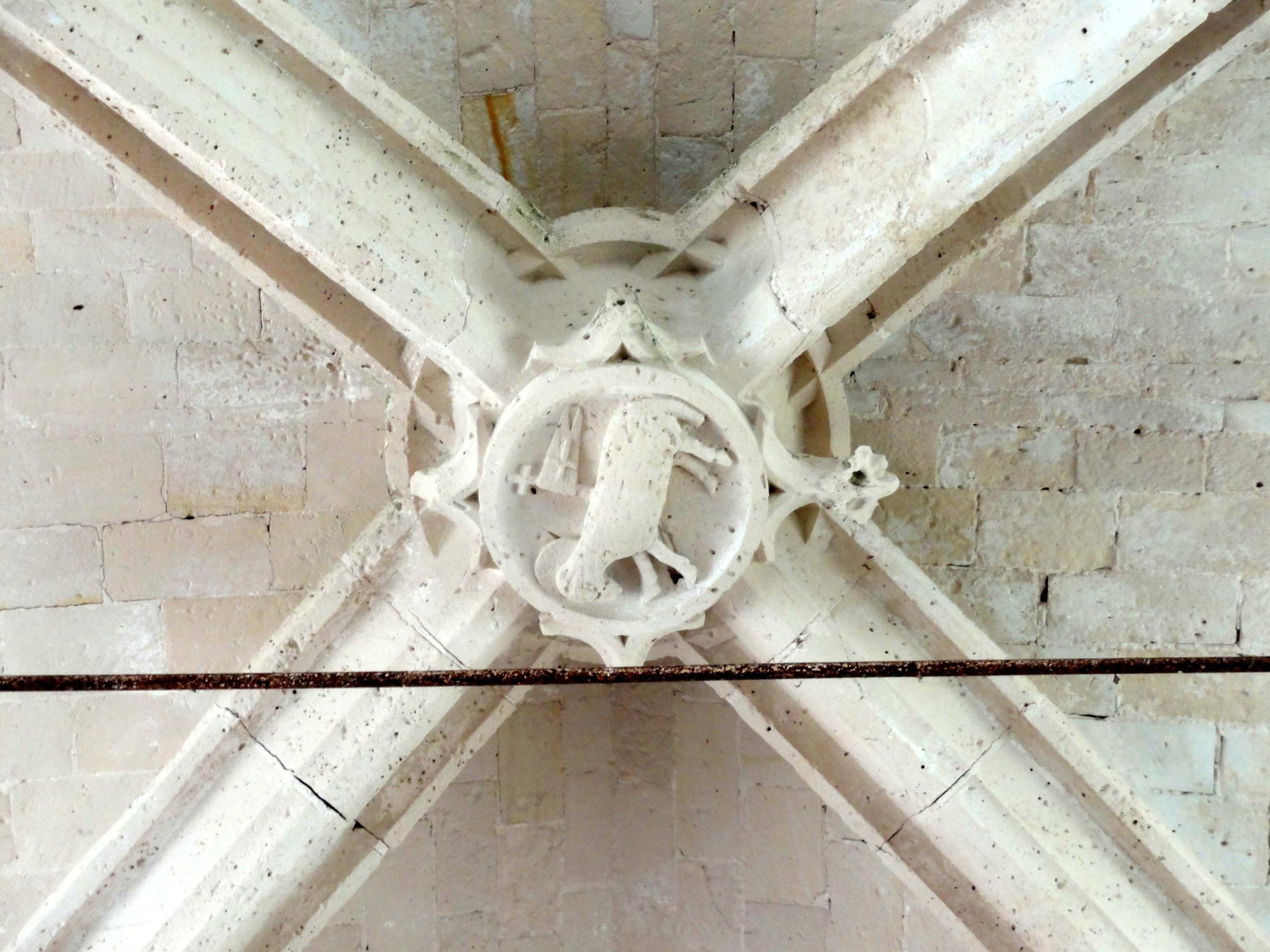
Clé de voûte de la 1re travée.
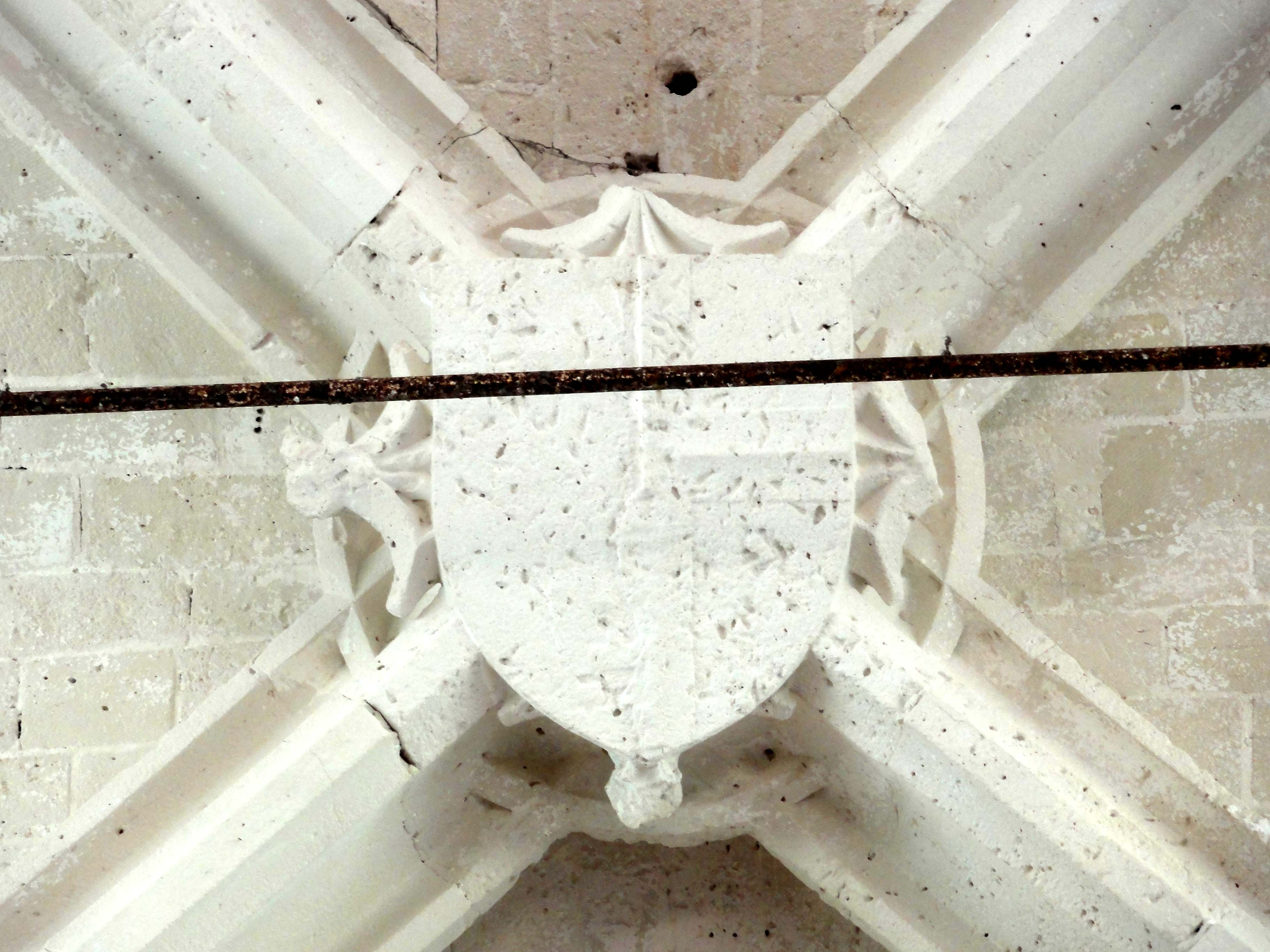
Clé de voûte des autres travées.

### Extérieur

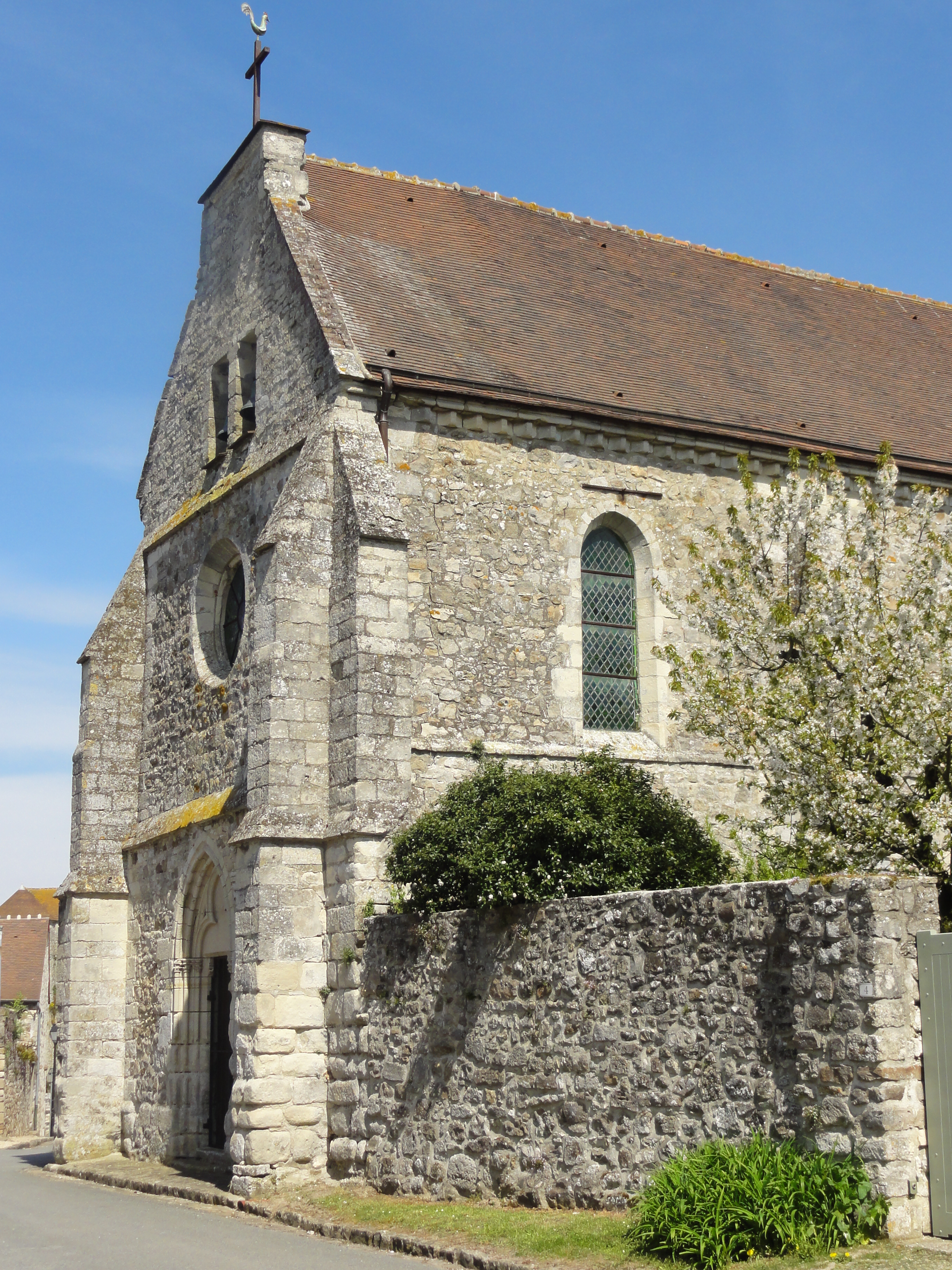
Première travée.

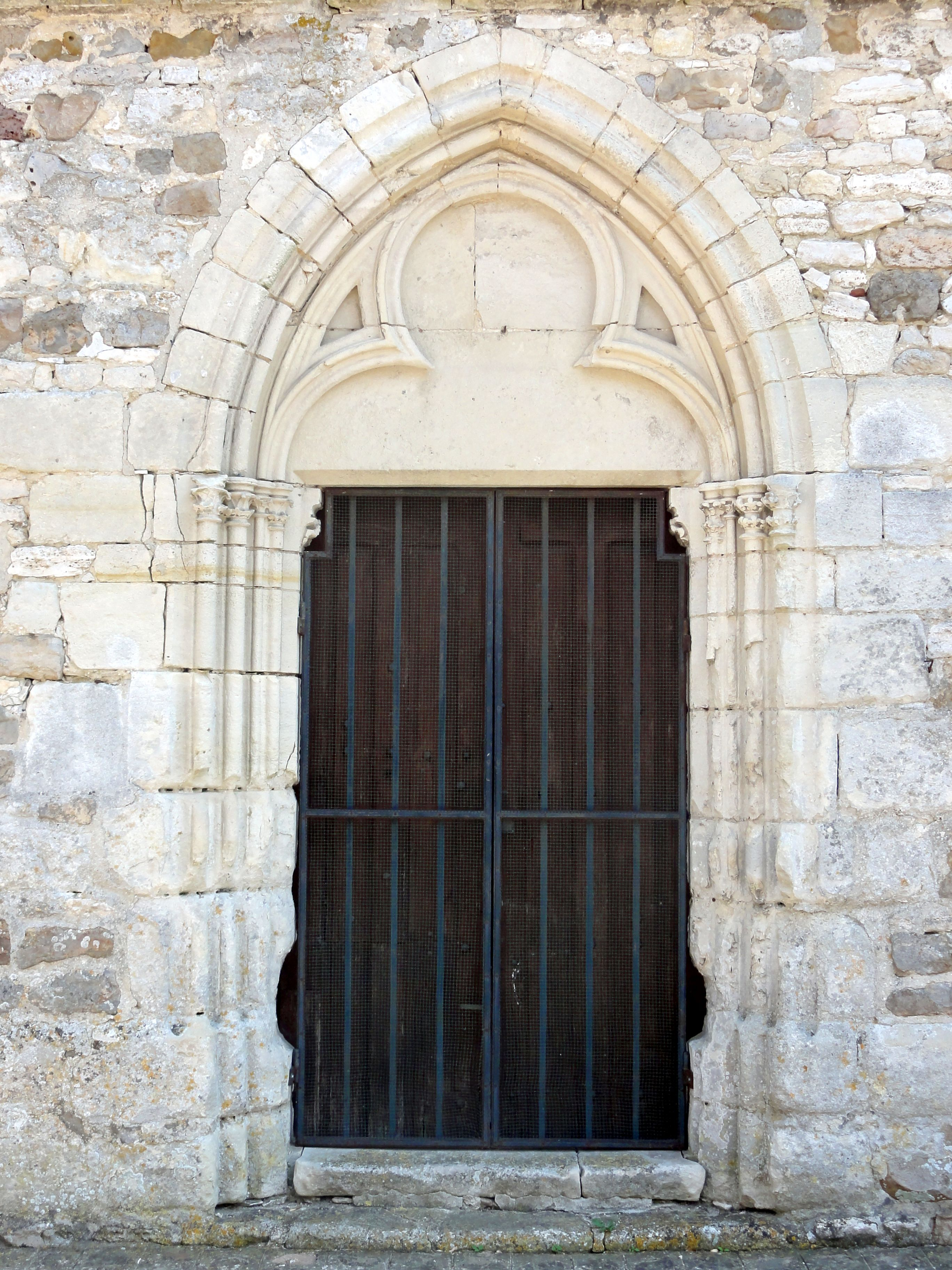
Portail occidental.

Les murs sont épaulés par de puissants contreforts, qui se retraitent une fois par un larmier présent sur les trois faces, une seconde fois par un fruit, et qui s'amortissent par un glacis formant larmier. Deux contreforts orthogonaux flanquent chaque angle. Un larmier combiné à une retraite court à la limite des allèges du mur méridional, à un niveau plus élevé que le simple fruit par lequel se retraite le mur septentrional. Aucune de ces retraites ne correspond pas au niveau des larmiers des contreforts, situés plus bas. Au sud et au nord de la première travée, les murs gouttereaux sont couronnés par une corniche composée de moulures concaves verticales : ce type de corniche est presque inconnu dans les environs, où elle apparaît seulement à Ermenonville et Plailly, mais très répandu en Bourgogne. Selon Eugène Müller, cette corniche simule des feuillets disposés en zigzags ou en demi-ronds. Contrairement à ce que prétend Pierre-Jean Trombetta, ce n'est pas une corniche en dents de scie. Sauf pour les fenêtres, le chœur ne se distingue pas des autres travées. Une sacristie sans caractère est accolée au soubassement de la baie du chevet. Elle est presque aussi large que le vaisseau de l'église. La petite porte au nord de la première travée n'est pas alignée en dessous de la fenêtre. Elle est en anse de panier, et n'est pas décorée. Le pignon en façade se termine par une section horizontale, qui subsiste d'un petit clocher, qui a été démoli à la fin du XXe siècle en raison de son mauvais état. Deux petits clochettes sont aujourd'hui abritées dans l'ébrasement de deux baies rectangulaires percées dans le pignon. Le mur se retraite par un larmier à la naissance du pignon, et à mi-hauteur du mur de la nef. La partie supérieure de la façade est ajourée d'un oculus non décoré. C'est le portail qui représente l'élément le plus intéressant à l'extérieur de l'église,,.
Qualifié de « charmant » par Dominique Vermand, le portail occidental est très simple, mais en même temps d'un style très raffiné. Il est flanqué de deux groupes de quatre fines colonnettes appareillées, dont la troisième, en comptant depuis l'extérieur, est plus grêle que les autres. Le diamètre des colonnettes correspond exactement aux tores de la double archivolte, et aux moulures du tympan. Celui-ci est assemblé de trois éléments, dont un seul pour toute la moitié inférieure. Il est seulement orné d'une tête trilobée, délimitée extérieurement par un petit et un plus grand tore : c'est ainsi que s'explique le diamètre réduit des troisièmes colonnettes. La tête trilobée est inscrite dans un arc en tiers-point, délimité par des tores du même diamètre, qui fusionnent avec les autres aux points de contact. Ainsi, deux écoinçons sont formés à gauche et à droite de la tête trilobée. Il n'y a pas de linteau, sa fonction étant assumée par le segment inférieur du tympan. Celui-ci repose sur deux corbeaux sculptés de motifs végétaux. Le portail est identique à celui de la chapelle de Tillard, dont l'on sait qu'elle date de 1342. Le style se rapproche, en outre, de celui de la fenêtre occidentale de Béthisy-Saint-Martin ; de la chapelle de la Vierge de Larchant ; et du portail latéral de Saint-Vivien de Rouen. Les chapiteaux fournissent des indices pour une datation plus précise. À gauche, les chapiteaux « présentent une superposition d'une rangée de feuillage naturaliste s'enroulant autour de la corbeille et de crochets qui suivent le mouvement de la corbeille, assez évasé. Du côté droit, au contraire, les deux derniers chapiteaux semblent n'être qu'une partie du fût de la colonnette, passant entre deux bagues l'astragale et le tailloir, sur laquelle s'enroule, en deux rangées régulières, des feuilles, sans doute de lierre » (Pierre-Jean Trombetta). Ces chapiteaux permettent de dire que le portail est postérieure à la chapelle de la Vierge de Larchant, et antérieure à la fenêtre occidentale de Béthisy-Saint-Martin, et à peu près contemporain du côté sud de la clôture du chœur de Notre-Dame de Paris, qui date de 1318. Avec la date de la chapelle de Tillard comme autre limite, la fourchette de la période comprise entre 1320 et 1340 est dès lors déterminée.

## Mobilier

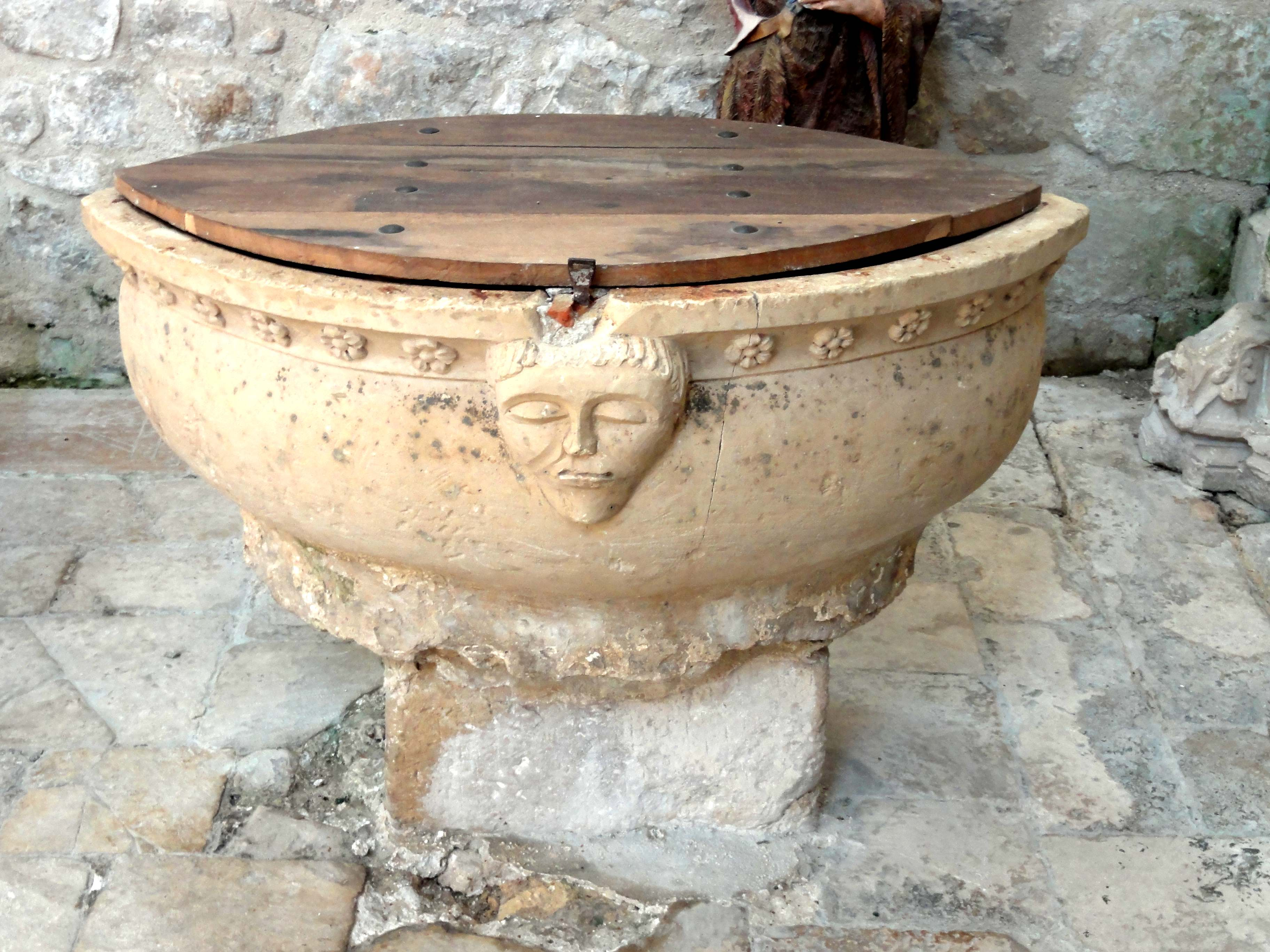
Fonts baptismaux.

Parmi le mobilier de l'église, un seul élément est classé monument historique au titre objet, en l'occurrence les fonts baptismaux du XIVe siècle. Ils se composent d'une cuvet en forme de navette, qui mesure 129 cm de longueur, 93 cm de largeur et 55 cm de hauteur, et d'un socle moderne, qui n'est pas concerné par l'arrêté de classement de 1912. La cuve est taillée dans un bloc de pierre calcaire monolithique, mais s'est fendu à plusieurs endroits. La frise qui court à la limite avec le socle est totalement abîmée, et devenue illisible. Près de la bordure, court une deuxième frise, qui est composée de fleurettes à cinq pétales. Un masque humain se profile près de la bordure, au milieu de la face nord. Au sud, une tête grotesque portant un anneau entre les dents occupe le même emplacement. Elle a été en partie burinée. Les renseignements font défaut sur les autres éléments du mobilier. L'on peut notamment signaler la chaire à prêcher, dont la cuve est ornée d'un bas-relief sur la face frontale, illustrant un motif qui reste à identifier ; la verrière Renaissance au nord de la dernière travée, déjà mentionnée ; le Christ en croix du chevet ; et le petit tabernacle en bois taillé, d'art populaire, avec une niche abritant une statuette du Christ présentant un globe terrestre. Le tabernacle faisait partie d'un retable, qui n'était, à la fin, qu'un vaste panneau de bois terminé par un fronton triangulaire aux rampants garnis de clochetons.

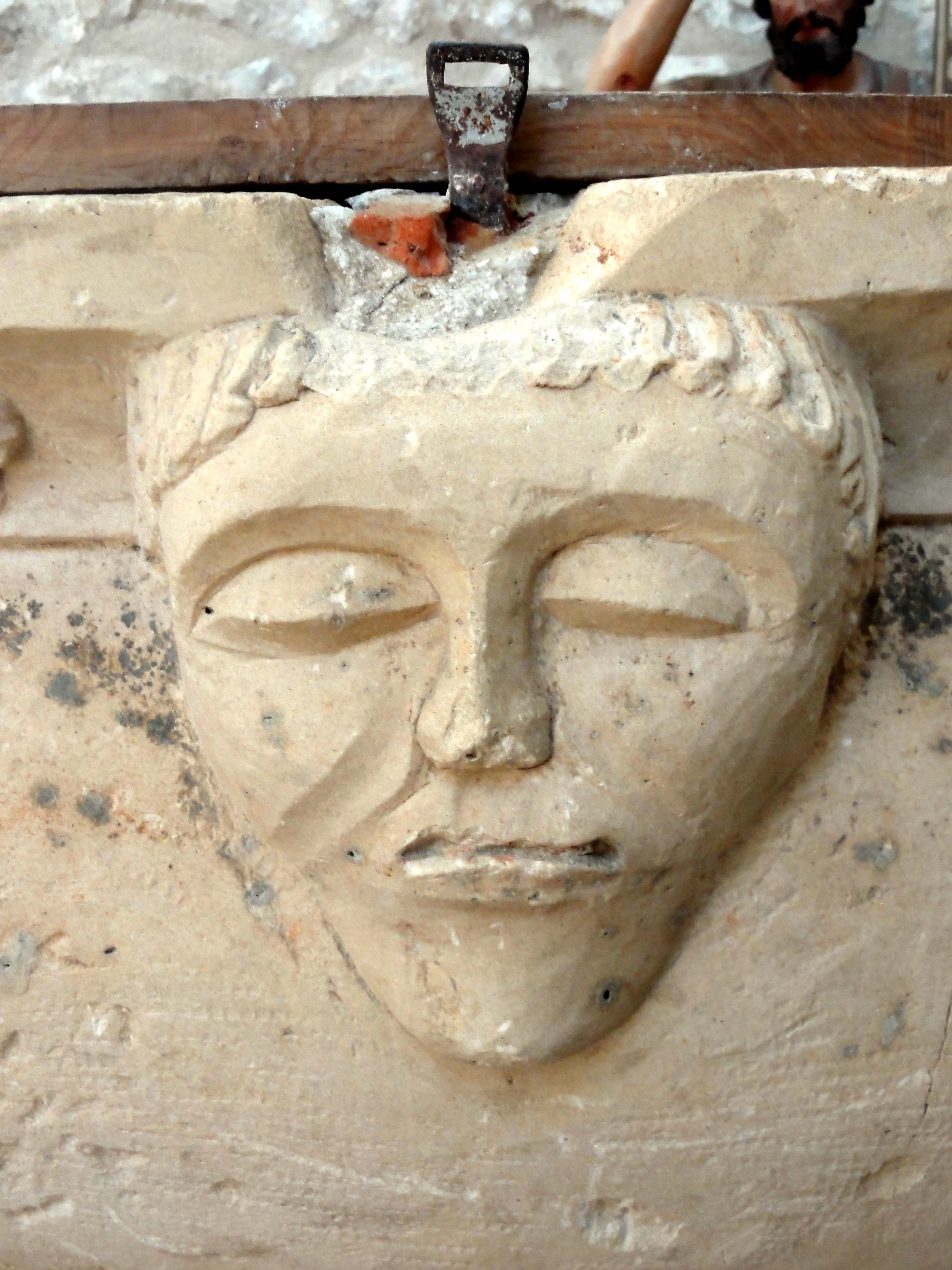
Masque humain fonts baptismaux.
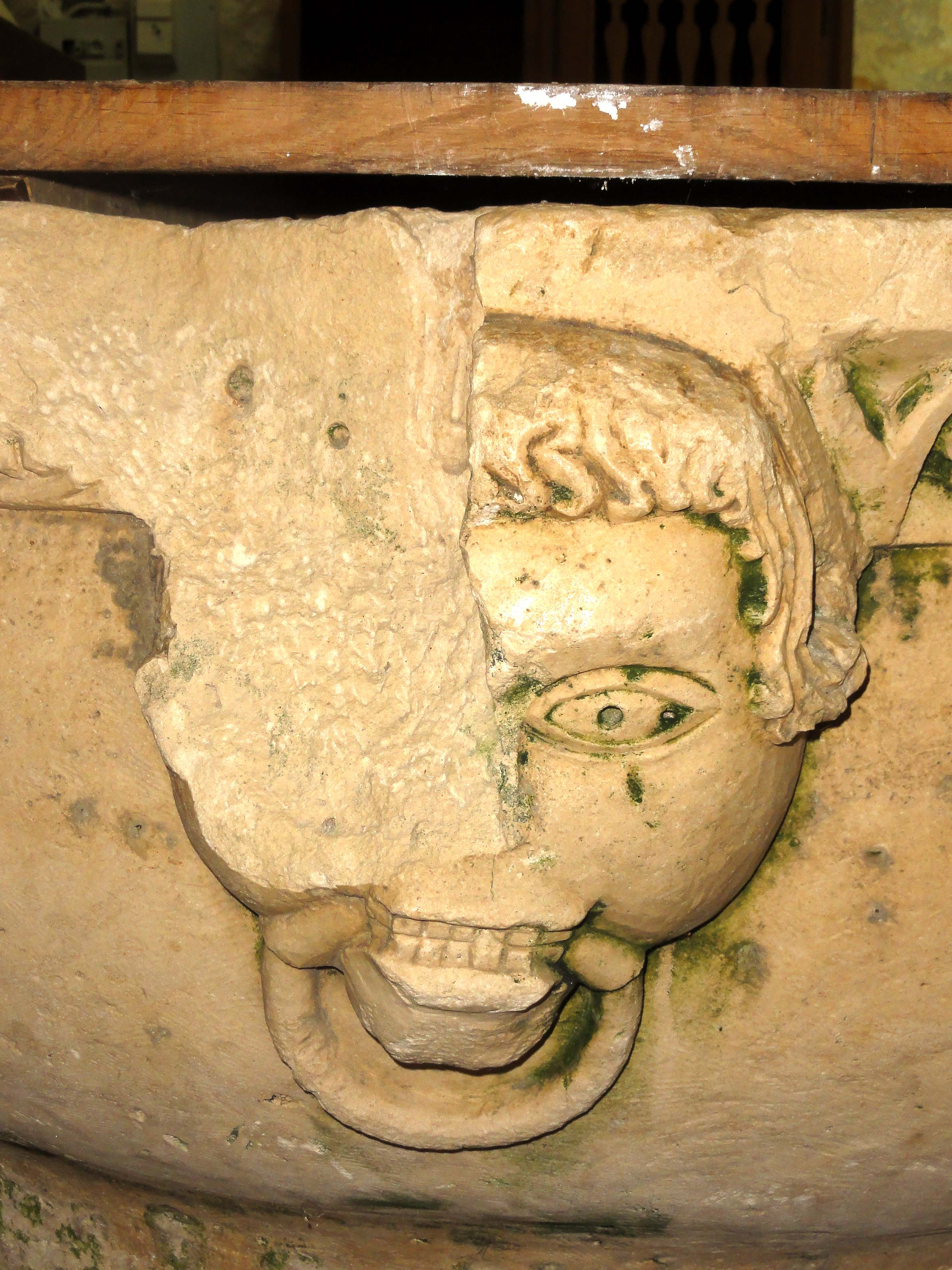
Tête grostesque sur les fonts baptismaux.
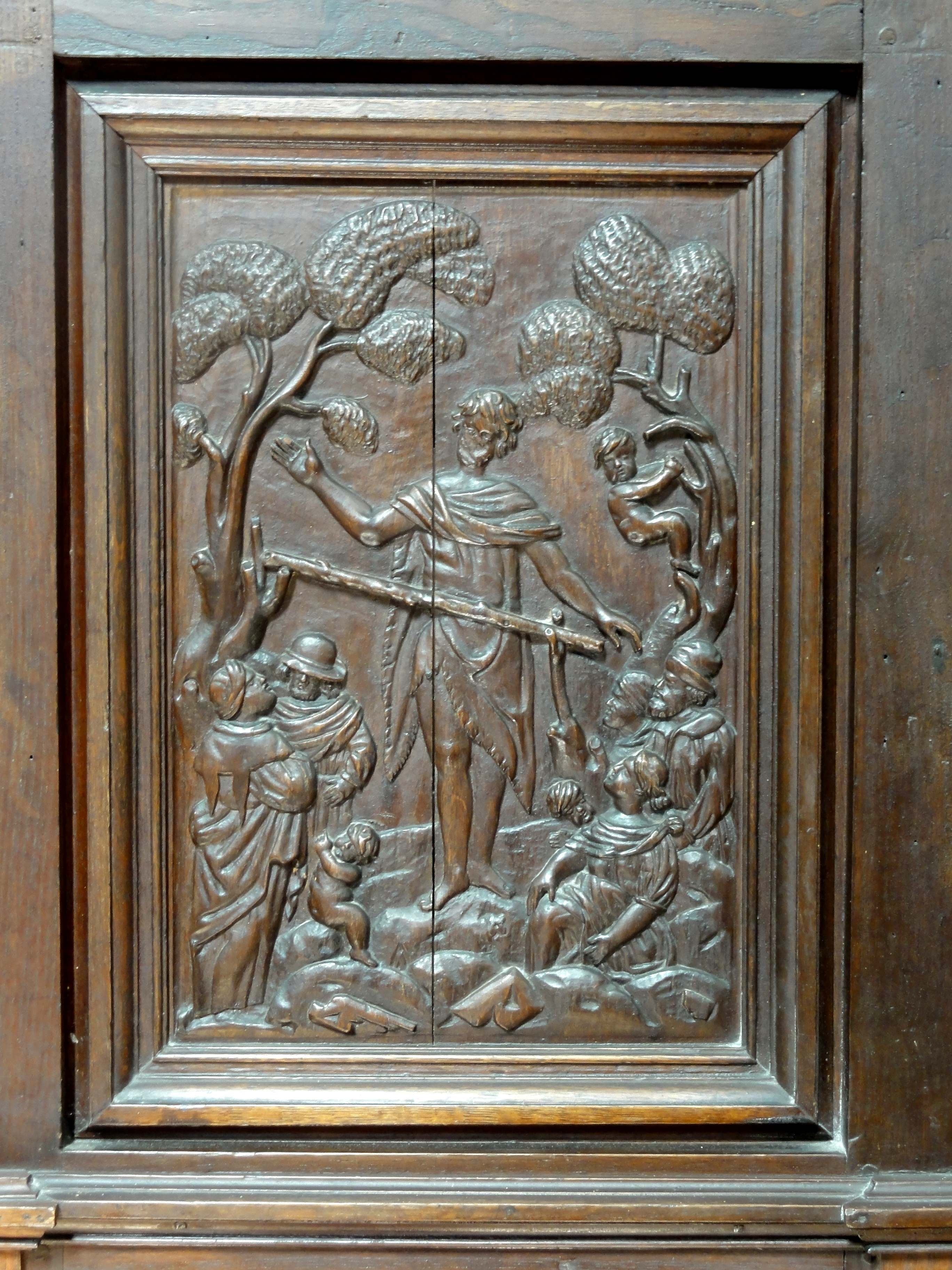
Bas-relief sur la chaire.
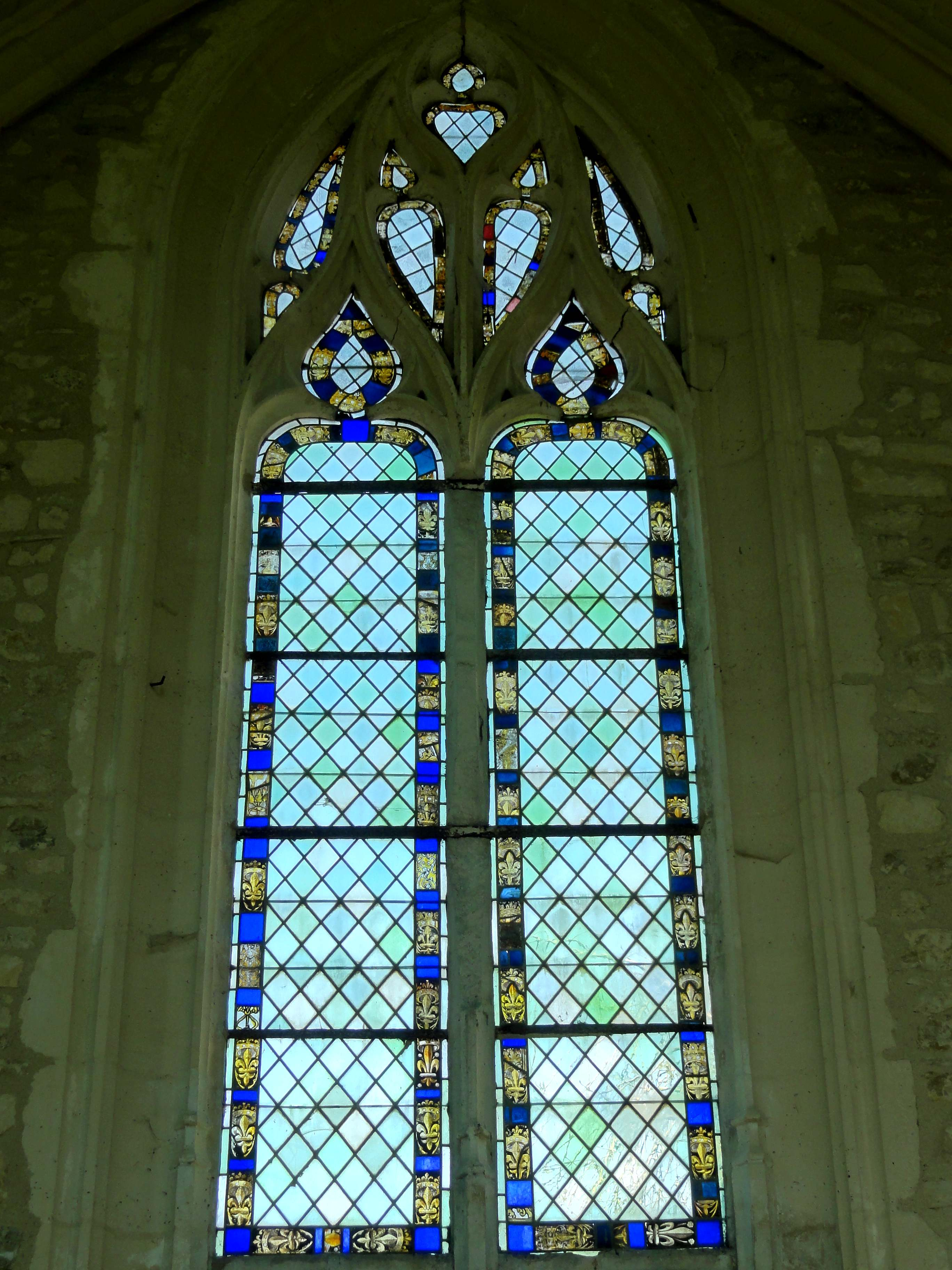
Verrière Renaissance.
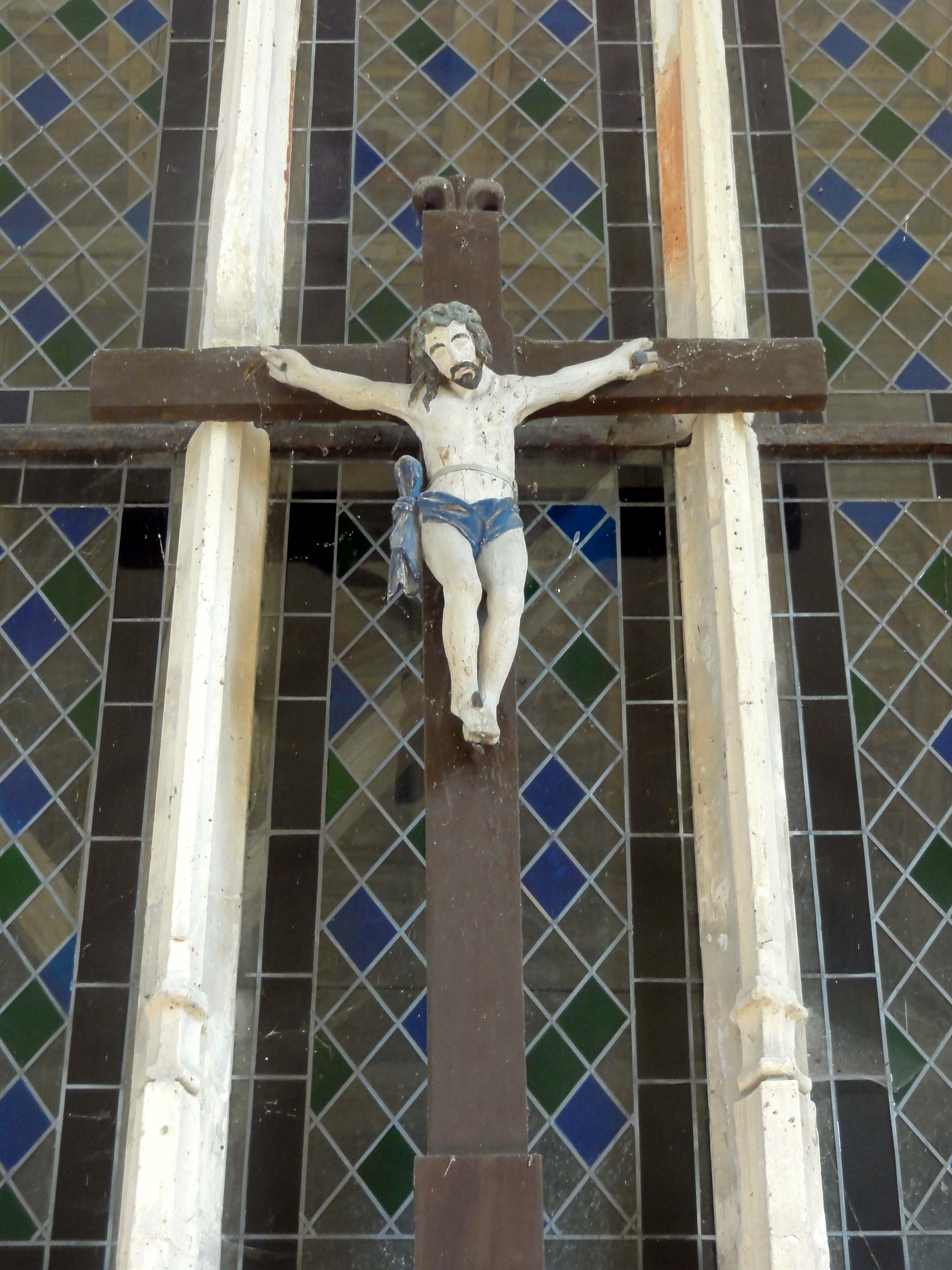
Christ en croix.
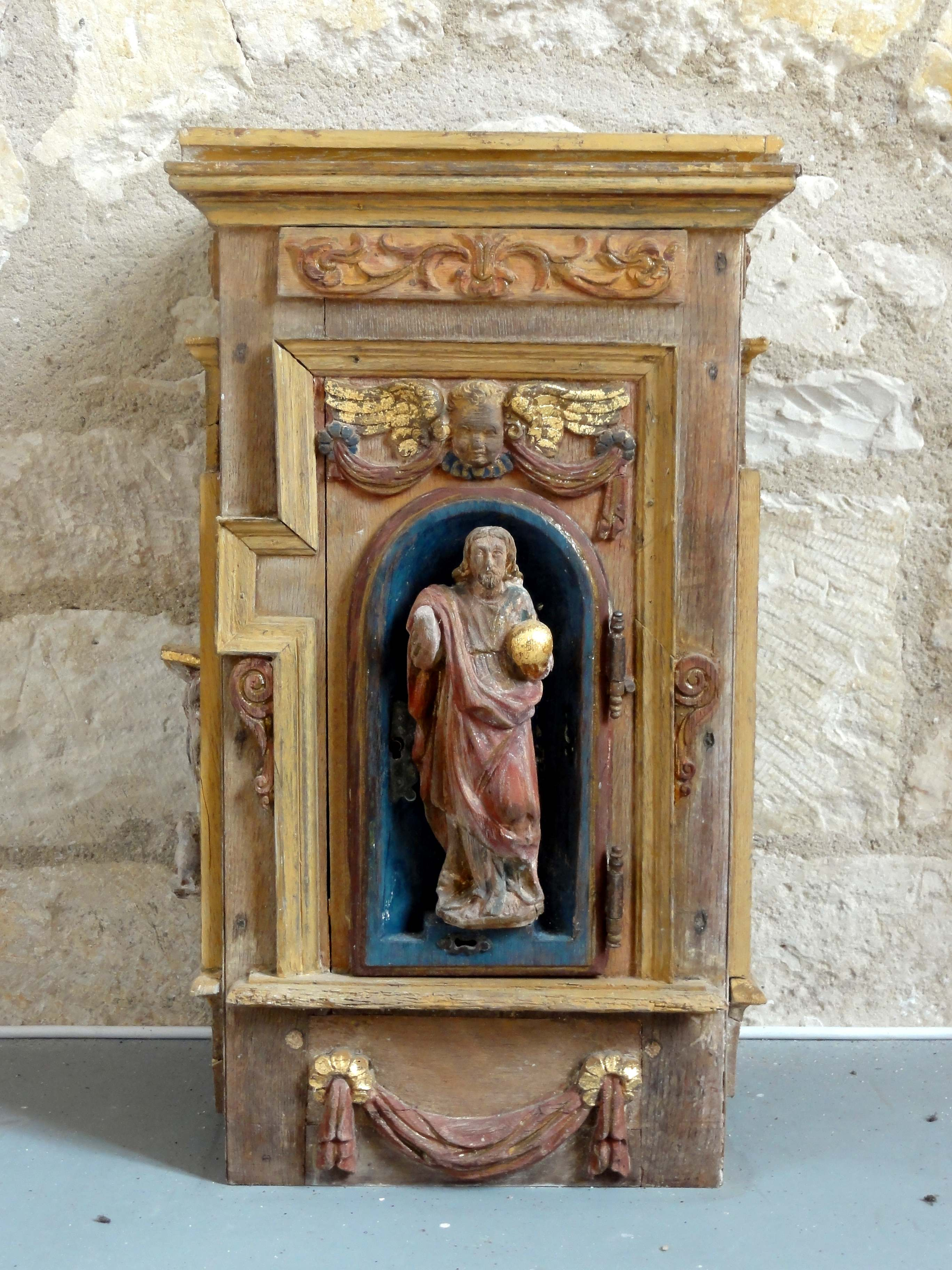
Tabernacle.

## Patrimonialité
L'église Saint-Jean-Baptiste a été inscrite aux monuments historiques par arrêté du 12 février 1971.

## Note et références

### Note
1. ↑  Coordonnées trouvées à l'aide de Google maps.